# BBC Sessions (album des Who)
Pour les articles homonymes, voir BBC Sessions.
Albums de The Who
Live at the Isle of Wight Festival 1970
(1996) Blues to the Bush
(2000)
BBC Sessions est un album live du groupe de rock The Who sorti en 2000.

## Titres
Toutes les chansons sont de Pete Townshend, sauf mention contraire.
| No  | Titre                                             | Durée |
| --- | ------------------------------------------------- | ----- |
| 1.  | My Generation (BBC Radio 1 jingle)                | 0:57  |
| 2.  | Anyway, Anyhow, Anywhere (Daltrey, Townshend)     | 2:44  |
| 3.  | Good Lovin' (Clark, Resnick)                      | 1:49  |
| 4.  | Just You and Me, Darling (Brown)                  | 2:01  |
| 5.  | Leaving Here (Holland-Dozier-Holland)             | 2:34  |
| 6.  | My Generation                                     | 3:23  |
| 7.  | The Good's Gone                                   | 2:59  |
| 8.  | La-La-La Lies                                     | 2:11  |
| 9.  | Substitute                                        | 3:30  |
| 10. | Man with Money (Everly, Everly)                   | 2:31  |
| 11. | Dancing in the Street (Stevenson, Gaye, Hunter)   | 2:23  |
| 12. | Disguises                                         | 2:57  |
| 13. | I'm a Boy                                         | 2:39  |
| 14. | Run Run Run                                       | 3:16  |
| 15. | Boris the Spider (Entwistle)                      | 2:13  |
| 16. | Happy Jack                                        | 2:09  |
| 17. | See My Way (Daltrey)                              | 1:50  |
| 18. | Pictures of Lily                                  | 2:34  |
| 19. | A Quick One, While He's Away                      | 7:01  |
| 20. | Substitute                                        | 2:12  |
| 21. | The Seeker                                        | 3:04  |
| 22. | I'm Free                                          | 2:24  |
| 23. | Shakin' All Over / Spoonful (Heath / Dixon)       | 3:41  |
| 24. | Relay                                             | 4:56  |
| 25. | Long Live Rock                                    | 3:52  |
| 26. | Boris the Spider (BBC Radio 1 jingle) (Entwistle) | 0:10  |